# 鸞

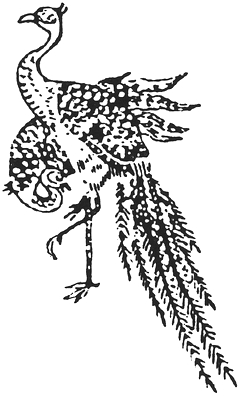
寺島良安《和漢三才圖會》中的「鸞」

鸞也叫鸞鳥，原型似現實中的紅腹錦雞。

## 典籍记载
《説文解字•鳥部》：「鸞，亦神靈之精也。赤色，五釆，雞形，鳴中五音，頌聲作則至。」
《山海經•西山經》：「有鳥焉，其狀如翟而五采文，名曰鸞鳥，見則天下安寧。」
《白虎通德論•五行》：「太陽見於巳。時為夏，夏之言大也。位在南方。其色赤。其精為鳥，離為鸞。」

中國典籍《周書》《說文》《山海經》。

## 延伸阅读
[在维基数据编辑]
 《欽定古今圖書集成·博物彙編·禽蟲典·鸞鳥部》，出自陈梦雷《古今圖書集成》